# Ranunculus kemerovensis
Ranunculus kemerovensis är en ranunkelväxtart som först beskrevs av Kvist, och fick sitt nu gällande namn av S. Ericsson. Ranunculus kemerovensis ingår i släktet ranunkler, och familjen ranunkelväxter. Inga underarter finns listade i Catalogue of Life.